# Andrzej Gosik
Andrzej Gosik (ur. w 1961 w Tomaszowie Mazowieckim) – polski akwarelista, grafik, malarz, projektant znaczków i kartek pocztowych.

## Życiorys
Studiował na Wydziale Architektury Politechniki Warszawskiej, otrzymując dyplom w 1987. Następnie ukończył studia na Wydziale Grafiki Akademii Sztuk Pięknych w Warszawie. Malarstwo studiował w Pracowni Jerzego Tchórzewskiego. Dyplom uzyskał w Pracowni Plakatu Macieja Urbańca w 1991. Jego prace malarskie kupowały, a także wykorzystywały w swoich wydawnictwach Kancelaria Prezydenta RP, Kancelaria Premiera RP, Ministerstwo Spraw Zagranicznych RP, Polskie Przedstawicielstwo przy UE w Brukseli.
Jest członkiem Stowarzyszenia Akwarelistów Polskich. Obok malarstwa interesuje go m.in. baloniarstwo, co ujawnił w szeregu prac poświęconych tej tematyce.

## Twórczość
Malarstwo, początkowo tylko olejne i akrylowe, aż wreszcie akwarelowe, towarzyszyło artyście od wielu lat. Dzieli się wyraźnie na dwa nurty: realistyczne (pejzaż, portret), oraz surrealistyczne. Obydwa reprezentowane są teraz przede wszystkim w akwareli. W obrazach surrealistycznych artysta stosuje wiele warsztatowych eksperymentów, w celu uzyskania ciekawych, graficznie zróżnicowanych, faktur.
Wiele z jego akwarel zostało wykorzystanych również w projektach ponad 100. znaczków pocztowych, przeznaczonych dla Poczty Polskiej. Część akwarel filatelistycznych, można oglądać w Muzeum Poczty i Telekomunikacji we Wrocławiu. Jego akwarele posiadają również Muzeum im. Adama Mickiewicza w Wilnie, Muzeum Ignacego Paderewskiego w Morges (Szwajcaria) i Muzeum Polskie w Rapperswilu (Szwajcaria). Ponadto jego obrazy znajdują się w kolekcjach wielu europejskich głów państw i rządów.

### Wystawy
- Ambasada Amerykańska, Warszawa 1989
- Gallerii Lyonsy, Lyon 1989
- Galeria Vena, Warszawa 1995
- Galeria Katarzyny Napiórkowskiej, Warszawa 2003
- „Magiczna miniatura”, Okręg Warszawski ZPAP, 2005
- Galeria Natta, Bruksela 2009
- Miejski Ośrodek Kultury, Pruszków, 2013
- „Akwarela pasje i namiętności”, Muzeum Historyczne, Bielsko-Biała 2013
- „Ecco Acquerello”, Civico Museo, Maccagno 2013
- „Zanikające klimaty Pruszkowa”, Pałac Ślubów, Pruszków 2014
- „Malarstwo wodne i podniebne”, Muzeum Nadwiślańskie, Kazimierz Dolny 2014
- „18 ECWS International Watercolour Exhibition”, Llançà 2015
- „Fabriano in Watercolour”, 2016
- Wystawa Stowarzyszenia Akwarelistów Polskich, Kraków 2016
- „Świat malowany akwarelą”, Wystawa Stowarzyszenia Akwarelistów Polskich, Białystok 2016
- „Internationale Watercolour Exhibition l'Acquarello”,  Alessandria 2016
- „Love. United”, 1st International Watercolor Biennale, Hongkong 2016
- ECWS Internationale Watercolour Exhibition, Awinion 2016
- 2016 Taiwan World Watercolor Competition & Exhibition
- Wystawa Stowarzyszenia Akwarelistów Polskich, Muzeum Secesji, Płock 2016
- Wystawa miniatur i małych form, Warszawa 2017
- „Maccagno in acquerello”, Civico Museo, Maccagno 2018
- „Fałatówka”, Muzeum Historyczne, Bielsko-Biała 2018
- Wystawa Stowarzyszenia Akwarelistów Polskich, Grudziądz, Pruszków Gorzów, Dębica, Kraków 2018
- Międzynarodowa Wystawa Akwareli ECWS, Pałac Sztuki, Kraków 2018

### Ilustracje i okładki książkowe
- International Watercolor Artist • Handbook for Aspiring Artist and Art Lovers, Book 2, wyd. K. Corally Burch, kwiecień 2015
- 100 ways to paint – Flowers & Gardens, 2004
- 100 ways to paint – People & Figures, 2004
- Vanity Fair, aut. William Makepeace Thackeray, wyd. Black Cat Publishing, Włochy 2004
- Szaman z rzeki • Opowieści wiślane, aut. Andrzej Stański, Dariusz Koźlenko, wyd. Andrzej Stański, 2018
- Szaman z rzeki • Opowieści wiślane, tom 2 (okładka), aut. Andrzej Stański, Maria Dryhub, wyd. Andrzej Stański, 2019

### Publikacje
- And Then There Was Light!, „The Art of Watercolour”, nr 18, marzec 2015
- Surrealizm i znaczki, „Gazeta Bankowa”, październik 2015
- My Last Painting, „The Art of Watercolour”, nr 28, marzec 2016

### Znaczki pocztowe
- 75. rocznica urodzin Jana Pawła II oraz koperta FDC, 1995
- Style architektoniczne (seria) oraz koperty FDC, 1996
- Europa (seria) oraz koperty FDC, 1996
- Bohaterowie Trylogii Henryka Sienkiewicza (seria) oraz koperty FDC, 1999
- 1000-lecie Wrocławia oraz koperta FDC, 2000
- 100-lecie warszawskiej Zachęty oraz koperta FDC, 2000
- Miasta polskie (1-10, 18-23, 25-27, 29), (seria) oraz koperty FDC, 2002-2023
- Koty (seria) oraz koperty FDC, 2010
- 750-lecie miasta Tczewa oraz koperta FDC, 2010
- Światowy Dzień Krwiodawcy oraz koperta FDC, 2015
- Air Show • Radom 2015 (seria) oraz koperta FDC, 2015
- Drewniane cerkwie w polskim i ukraińskim regionie Karpat oraz koperta FDC, 2015
- Armia Andersa • Szlak Nadziei (seria) oraz koperty FDC, 2016-2017, 2020-2021, 2023
- Rok rzeki Wisły oraz koperta FDC, 2017
- 500 lat Reformacji oraz koperta FDC, 2017
- 700 lat Lublina oraz koperta FDC, 2017
- Pamiętamy 10.04.2010 oraz koperta FDC, 2017
- Międzynarodowa Wystawa Astana EXPO 2017 oraz koperta FDC, 2017
- Polska w Radzie Bezpieczeństwa ONZ 2018-2019 oraz koperta FDC, 2017
- Jubileusz biskupstwa w Poznaniu (968-2018) oraz koperta FDC, 2018
- Chrząszcze (seria) oraz koperta FDC, 2018
- 100-lecie utworzenia Katolickiego Uniwersytetu Lubelskiego oraz koperta FDC, 2018
- Pierwsze dni niepodległości (seria) oraz koperty FDC, 2018-2019
- Zwierzęta małe i duże oraz koperty FDC, 2018
- Europa oraz koperta FDC, 2019
- 4 czerwca 1989 r. • 30. rocznica odrodzenia Senatu i wolnych wyborów oraz koperta FDC, 2019
- 50-lecie lądowania człowieka na Księżycu oraz koperta FDC, 2019
- Ptaki Singapuru i Polski oraz koperta FDC, 2019 – współautor: Sonny Lee
- Chińskie znaki zodiaku (seria) oraz koperty FDC, 2020-2024
- Dinozaury (seria) oraz koperty FDC, 2020
- Piece kaflowe (seria) oraz koperty FDC, 2020
- Psy (seria) oraz koperty FDC, 2022
- 50. rocznica nawiązania polsko-tajlandzkich stosunków dyplomatycznych (seria) oraz koperta FDC, 2022
- Lech Kaczyński – Prezydent m. st. Warszawy 2002-2005 oraz koperta FDC, 2022
- Motyle (seria) oraz koperty FDC, 2022
- 200 lat Latarni Morskiej Rozewie oraz koperta FDC, 2022
- Owady pożyteczne (seria) oraz koperta FDC, 2023-2024
- 600-lecie parafii św. Floriana w Brwinowie oraz koperta FDC, 2023
- Zamki, pałace i dworki – Milusin oraz koperta FDC, 2023
- 600-lecie Łodzi oraz koperta FDC, 2023
- Motyle (seria) oraz koperty FDC, 2024
- Światowy Dzień Pszczół oraz koperta FDC, 2024
- Nowodruk znaczka emisji Armia Andersa – Szlak Nadziei, 2024

## Nagrody i wyróżnienia
- 1000-lecie Wrocławia (blok) – „Najładniejszy znaczek w 2000 roku” w plebiscycie pisma „Filatelista”[3]
- Trzecia nagroda w 40. konkursie (Art Challenge) magazynu „International Artist”, sierpień 2007
- Nagroda specjalna Włoskiej Akademii Filatelistycznej i Historii Poczty za 2015 r. w ramach Międzynarodowego Konkursu Sztuki Filatelistycznej w Asiago za znaczek Światowy Dzień Krwiodawcy
- Awans do 30. najlepszych artystów – nominacja przyznana przez „2016 Taiwan World Watercolor Competition & Exhibition”